# Нови Караорман
Нови Караорман (мкд. Нов Караорман) је насеље у Северној Македонији, у источном делу државе. Нови Караорман је село у саставу општине Карбинци.

## Географија
Нови Караорман је смештен у источном делу Северне Македоније. Од најближег града, Штипа, насеље је удаљено 8 km северно.
Насеље Нови Караорман се налази у историјској области Овче поље. Насеље је положено у долини реке Брегалнице, на левој обали реке. Југоисточно од насеља уздиже се побрђе Јуруклук, најнижи део планине Плачковице ка истоку. Надморска висина насеља је приближно 280 метара.
Месна клима је блажи облик континенталне због близине Егејског мора (жарка лета).

## Становништво
Нови Караорман је према последњем попису из 2002. године имао 67 становника.
Већинско становништво су етнички Македонци (96%), а остало су махом Цигани.
Претежна вероисповест месног становништва је православље.